# Mugeni
Mugeni é uma comuna romena localizada no distrito de Harghita, na região histórica da Transilvânia. A comuna possui uma área de 65.30 km² e sua população era de 3693 habitantes segundo o censo de 2007.